# Münchner Radlnacht
Die Münchner Radlnacht war eine ab 2009 jährlich stattfindende Veranstaltung für Radfahrer in München.
Sie fand jeweils an einem Abend im Juni/Juli statt. Die Streckenlänge betrug circa 16 Kilometer. Start war am Königsplatz. Die Strecke wurde von der Münchner Polizei, dem Bayerischen Roten Kreuz und vielen Ehrenamtlichen überwacht.
Im Jahr 2017 nahmen 15.000 Münchner an der Radlnacht teil. Im Jahr 2019 fand die Radlnacht am Samstag, den 10. August statt; es nahmen 17.000 Radfahrer daran teil.
Die für den 25. Juli 2020 geplante Radlnacht fiel aus.